# فيل ميرفي
فيل ميرفي (بالإنجليزية: Phil Murphy)‏ (21 نوفمبر 1960 بليفربول في المملكة المتحدة - ) هو لاعب كرة قدم بريطاني في مركز الهجوم. لعب مع نادي بلاكبول ونادي بيرنلي وناسيونال ماديرا ونادي ويتون ألبيون ونادي ووركينغتون.